# Enrico Macias
Enrico Macias (născut Gaston Ghrenassia) este un cantautor francez, de origine evreiască, născut în Algeria franceză, orașul Constantine, la 11 decembrie 1938.

## Biografie
Născut într-o familie de evrei, a cântat la chitară din copilarie. Tatăl său a fost violonist într-o orchestră de maalouf, muzică arabo-andaluză. Gaston a inceput să cânte in această formație la 15 ani, și în scurt timp l-a înlocuit pe solist, Cheick Raymond.

## Carieră
Inițial a locuit în Argenteuil, apoi s-a mutat la Paris, unde a decis să urmeze o carieră muzicală. A început cu traducerea muzicii andaluziene în franceză. Mai târziu, a dezvoltat un nou repertoriu francez pe care îl interpreta în cafenele și cabarete. El a rămas, totuși, un interpret popular al muzicii arabo-andaluziene și al cântecelor arabo-iudeice din Franța.
Și-a atribuit numele de scenă Enrico Macias și a făcut prima înregistrare în 1962, după o întâlnire cu Raymond Bernard de la Pathé. Rezultatul a fost înregistrarea „Adieu,mon pays!” (,,Adio,țara mea!", dedicație pentru Algeria), compusă pe timpul unei excursii în Franța. A apărut la televiziunea franceză și a devenit o senzație peste noapte. Naturalizat francez, Macias a compus și un cântec despre legătura sa cu Franța: melodia în tempo de vals ,,Toi,Paris,tu m'as pris dans tes bras" (,,Tu,Paris,m-ai luat în brațe"). A urmat primul său turneu în 1963 împreună cu Paola și Billy Bridge. În același an, s-a născut fiica sa, Jocya. 
Pe parcursul carierei sale, Enrico Macias a compus și a interpretat (acompaniat de orchestra și de chitara sa) zeci de cântece, creații proprii sau ale altora, majoritatea cu un mare succes de public (pe plan mondial), piese devenite adevărate șlagăre. Cele mai cunoscute mari succese ale sale sunt cântecele ,,La femme de mon ami"(,,Soția prietenului meu" & ,,Zingarella"(,,Țigăncușa"). Aceste melodii au devenit succese și ale cântărețului din Galați, Nicolae Nițescu, care le-a cântat în limba română. 
Enrico Macias a cântat pe mari scene ale lumii (inclusiv L'Olympia din Paris) și a întreprins numeroase turnee concertistice prin multe țări de pe toate continentele. Enrico, prieten al României, a vizitat de mai multe ori și țara noastră oferind admiratorilor săi concerte de succes (ca peste tot în lume,de altfel). Prima dată a fost în 1971, când a susținut un recital în cadrul festivalului internațional de muzică ușoară ,,Cerbul de aur" de la Brașov. Ultima oară a fost la București acum câțiva ani, în 2017.

## Viață personală
Enrico este văduv. Soția sa, Suzy Leyris, a murit la 23 decembrie 2008. Albumul său din 1993, Suzy, este dedicat ei. Are o fiică Jocya Macias, iar fiul său, Jean-Claude Ghrenassia, este și un cunoscut producător de muzică.

## Discografie
- 1963 : Un soir d'été
- 1964 : Olympia
- 1966 : 12 nouvelles chansons
- 1968 : Olympia 68
- 1968 : Un rayon de soleil
- 1969 : Bravo Enrico
- 1970 : 68-70 De musique en musique
- 1971 : Un grand amour
- 1972 : A la face de l'humanité
- 1972 : Au Japon
- 1972 : Pour mes amis du Japon
- 1973 : Un homme a traversé la mer
- 1974 : En direct de l'Olympia
- 1974 : Vous les femmes (compilație)
- 1975 : 62-67 (compilație)
- 1975 : Mélisa
- 1976 : La fête à l'Olympia
- 1977 : Aimez vous les uns les autres
- 1977 : Le violon de mon père
- 1979 : En Egypte
- 1979 : Ou la poésie de la Méditerranée
- 1980 : La France de mon enfance
- 1981 : Un berger vient de tomber
- 1982 : Olympia
- 1983 : Un homme comme toi
- 1984 : Générosité
- 1985 : Enregistrement public
- 1986 : Mon chanteur préféré
- 1989 : Macias
- 1991 : Enrico
- 1993 : A Suzy
- 1995 : Et Johnny chante l'amour
- 1995 : Olympia
- 1999 : Hommage à Chiekh Raymond
- 2003 : Olympia (
- 2003 : Oranges amères
- 2006 : La vie populaire
- 2011 : Voyage d'une mélodie
- 2012 : Venez tous mes amis !
- 2016 : Les clefs
- 2019 : Enrico Macias & Al orchestra